# Le Défroqué
Le Défroqué és una pel·lícula francesa dirigida per Léo Joannon en 1954. Va obtenir l'Ós de Bronze en el 4t Festival Internacional de Cinema de Berlín. i en 1956 va rebre el premi a la millor pel·lícula estrangera del Cercle d'Escriptors Cinematogràfics.

## Sinopsi
Presoner a l'Oflag XIII en 1945, el sacerdot apòstata Maurice Morand es veu obligat a revelar el seu secret als seus companys de presó donant l'extrema unció al capellà del campament. Entre aquests presos, Gérard Lacassagne, influït per la seva trobada amb Morand, decideix dedicar la seva vida a l'Església.
Després del seu alliberament, tot i la desaprovació de la seva família i de la seva antiga promesa, Lacassagne va perseverar, ajudat pel seu superior del seminari, un antic company de classe de Maurici Morand, i la mare d'aquest últim. Morand, restablert com a professor a la Sorbona, publica un llibre que ataca la religió frontalment i la seva amistat amb el futur seminarista és incòmoda per a aquest últim. Tanmateix, el jove novençà es planteja l'objectiu de portar Morand pel camí correcte, i multiplica els intents de convèncer-lo.
Després de la seva ordenació, Lacassagne fa una última visita a Morand, acompanyada de la pregària de tots els seus parents (cf. comunió dels sants). Els dos homes discuteixen, l'antic sacerdot colpeja el seu amic i torna a obrir una vella ferida, causant la seva mort. A punt d'expirar, Lacassagne dona l'absolució a Morand, penedit i que així recupera la fe, però que també ha d'assumir l'assassinat del seu amic davant de la justícia dels homes.

## Repartiment
- Pierre Fresnay - Maurice Morand
- Pierre Trabaud - Gérard Lacassagne
- Nicole Stéphane - Catherine Grandpré
- Marcelle Géniat - Mme. Morand
- Jacques Fabbri - L'ordonnance
- Abel Jacquin - Le père supérieur
- Georges Lannes - Le colonel
- Renaud Mary - L'antiquaire
- Guy Decomble - Le père Mascle
- René Havard - Un officier
- Christian Lude - Le chanoine Jusseaume
- Léo Joannon - Le chanoine Jousseaume
- Olivier Darrieux - Edoard
- Sylvie Février - La soeur de Gérard
- René Blancard - M. Lacassagne